# 荒野より (曲)
「荒野より」（こうやより）は、2011年10月26日に発売された中島みゆき42作目のシングル。

## 解説
表題曲「荒野より」は、日曜劇場『南極大陸』の主題歌に使用された。配信開始初日にはレコチョクデイリーランキングで7位を獲得した。
『世界の果てまでイッテQ!』内企画であるイッテQ登山部におけるアコンカグア登頂プロジェクトのテーマ曲として、使用許可を本人から得た。
このシングルから正式に、CD発売と同時にデジタル・ダウンロード配信された。

## 収録曲
（全作詞・作曲：中島みゆき、編曲：瀬尾一三）
1. 荒野より [5:40]
2. バクです [5:20]
3. 荒野より（TV MIX）
4. バクです（TV MIX）

## 収録アルバム
| 曲名     | 収録アルバム | 発売日         | 備考                   |
| -------- | ------------ | -------------- | ---------------------- |
| 荒野より | 『荒野より』 | 2011年11月16日 | 38thオリジナルアルバム |
| バクです | 『荒野より』 | 2011年11月16日 | 38thオリジナルアルバム |